# 布施安昌
布施 安昌（ふせ やすまさ、1889年（明治22年）9月13日 - 1954年（昭和29年）4月25日）は、大日本帝国陸軍軍人。最終階級は陸軍少将。

## 経歴
1889年（明治22年）に石川県で生まれた。陸軍士官学校第22期卒業。1936年（昭和11年）8月1日に陸軍歩兵大佐進級と同時に独立守備歩兵第1大隊長に就任し、1937年（昭和11年）8月に近衛師団司令部附となり、東洋大学に配属された。1938年（昭和13年）9月には武漢攻略戦で戦死した飯塚国五郎の後任として、歩兵第101連隊長（第11軍・第101師団・歩兵第101旅団）に就任し、武漢を攻略した。1939年（昭和14年）9月に豊予要塞司令官に転じ、1941年（昭和16年）3月に陸軍少将に進級した。
1942年（昭和17年）4月に歩兵第56旅団長（第13軍・第60師団）に就任し、蘇州周辺の警備に当たった。1943年（昭和18年）4月15日に留守第3師団兵務部長に転じ、6月10日に第43師団兵務部長を経て、1944年（昭和19年）1月に第41警備司令官（朝鮮軍・釜山要塞司令部）に就任し、1945年（昭和20年）4月30日に予備役に編入された。
1947年（昭和22年）11月28日、公職追放仮指定を受けた。